# W-inds.M
w-inds.M（ウィンズム）は、MTVジャパンで2008年1月9日から同年12月23日まで1年間放送されていた音楽番組。

## 概要
w-inds.の冠番組。番組名はw-inds.主義（ウィンズイズム）の略またw-inds.+Music(音楽)を意味する。週替わりでw-inds.のメンバーの1人がVJとなり、週替わりのテーマに沿った主義を紹介していく。

## 放送時間
放送時刻は日本標準時
2008年1月9日 - 3月26日
- 初回放送
  - 水曜日  20：00〜20：30
- 再放送
  - 木曜日  17：00〜17：30
  - 金曜日  11：30〜12：00
  - 日曜日  8：00〜8：30

2008年4月 -12月23日
- 初回放送
  - 火曜日  21：30〜22：00
- 再放送
  - 水曜日  17：00〜17：30
  - 日曜日  8：00〜8：30
  - 日曜日  18：30〜19：00

## 出演者
- w-inds.
  - 千葉涼平
  - 橘慶太
  - 緒方龍一